# 肯尼·达格利什
肯尼斯·“肯尼”·马西森·达格利什爵士，MBE（英語：Sir Kenneth "Kenny" Mathieson Dalglish，1951年3月4日—），出生於蘇格蘭格拉斯哥。他亦是前足球運動員及蘇格蘭國腳，曾先後效力及執教利物浦，是利物浦傳奇人物之一。
达格利什在些路迪（70年代）及利物浦（70及80年代）取得輝煌成就，並成為首名分別在英格蘭及蘇格蘭取得100個聯賽入球的球員，因此被譽為當時最偉大的英國足球員。退役後轉任領隊同樣成功，是三名帶領兩支不同球隊奪得英格蘭頂級聯賽冠軍的領隊之一。杜格利殊亦是首名代表蘇格蘭達到100次的球員，最終的102次仍是蘇格蘭隊的紀錄，與丹尼士·羅一同保持射入30球的最高入球紀錄。

## 球員生涯
杜格利殊雖然在格拉斯哥東區的达尔马诺克（Dalmarnock）出生，但在船塢區加雲（Govan）長大，與伊布羅克斯公園球場（Ibrox）十分接近，故此杜格利殊自少便是流浪者的球迷。
杜格利殊希望加盟格拉斯哥流浪與他的偶像並肩作戰，但沒有音訊。杜格利殊亦曾到利物浦及試腳，同樣石沉大海。杜格利殊作為一名新教徒工程師的兒子，最終效力格拉斯哥流浪的“老字號”世仇，一支天主教球隊凯尔特人。
些路迪當時的領隊斯泰恩安排助手桑恩費朗（Sean Fallon）出訪杜格利殊及其父母，聽聞費朗大駕光臨，杜格利殊隨即衝返自己的房間，將牆上他的偶像格拉斯哥流浪球員的海報通通撕下！杜格利殊於1967年7月簽署臨時合約，隨即被送到些路迪的「育成所」坎伯諾爾德聯（Cumbernauld United），同時成為一名細木工學徒。翌年轉為職業球員，成為些路迪預備隊的主力成員。
當年的些路迪不單是蘇格蘭境內的最佳球隊，於擊敗國際米蘭後更成為首支奪得歐冠盃的英國球隊。澤克史甸非常看重杜格利殊的潛質，在一場慈善賽派遣杜格利殊上陣，結果些路迪以7-2大勝，杜格利殊個人獨取6球。杜格利殊花了三年時間才建立其一隊球員地位。
1972-73年球季杜格利殊成為些路迪的首席神射手，在整季的所有比賽中取得41個入球，同時杜格利殊背向球門保護皮球的招牌動作逐漸形成。杜格利殊在1975-76年成為些路迪的隊長，但當年是些路迪最倒楣的一年，澤克史甸因車禍嚴重受傷而缺席大半個球季，更是12年來首次整季沒有獲得錦標的一年。
杜格利殊為蘇格蘭出戰長達十六個年頭，首次登場在1971年11月1-0擊敗比利時時後補入替。杜格利殊代表蘇格蘭出席1974年的西德世界盃，但表現一般，蘇格蘭在不敗的情況下在首輪分組賽出局。1977年春季蘇格蘭作客對英格蘭，杜格利殊射球穿越英格蘭守門員雷·克莱门斯的「小龍門」，蘇格蘭小勝2-1，杜格利殊與基文斯即將成為隊友。
1977年杜格利殊以破當時紀錄的44萬英鎊轉會利物浦，代替轉投德國漢堡的。在加盟首季，杜格利殊在歐洲冠軍球會盃決賽射入致勝球1-0擊敗比利時的布魯日奪得冠軍。及後杜格利殊再為利物浦繼續贏取歐冠盃、足總盃、聯賽盃及聯賽冠軍，其球員生涯一直伸展到80年代中期，成為這支英格蘭足球歷史中最成功的球隊中最具影響的成員之一。
杜格利殊繼續代表蘇格蘭出席兩屆世界盃決賽周，1978年的阿根廷世界盃對荷蘭時射入一球，1982年的西班牙世界盃則射破紐西蘭的大門。杜格利殊合共代表蘇格蘭出賽102場（國家隊紀錄）及射入30球（與並列國家隊紀錄）。
1990年5月1日，在利物浦的最后一个主场和德比郡的比赛中，达格利什下半时替补出场，39岁的他最后一次以球员身份代表利物浦出战。

## 領隊生涯
1985年希素球場慘劇後，利物浦領隊辭職。5月30日，杜格利殊接手成為領隊兼球員。首年（1985-86年）執教即帶領利物浦取得雙料冠軍。退役後成為全職領隊繼續協助球隊奪得兩屆聯賽冠軍（1987-88年及1989-90年）及足總盃（1989年）。
1989年4月15日的足總盃準決賽利物浦對發生，事發後作為領隊的杜格利殊對遇難者及其家屬的關懷表現，使他獲得利物浦球迷的一致支持。沉重的壓力終於拖垮杜格利殊的健康，5月20日，在希尔斯堡惨劇发生5周后，达格利什率领利物浦在温布利球场进行的足总杯决赛里3-2击败埃弗顿夺冠。
1989-90年球季利物浦夺得联赛冠军，这是达格利什作为主教练带队时的第三次，也是利物浦的第18次顶级联赛冠军。在此后的20年，利物浦再沒有獲得过一次的联赛冠军。
在1991年2月22日，杜格利殊辭去領隊的職務，離任前杜格利殊仍然為球隊的未來舖路，對土產天才投以信心一票及簽入年青的。杜格利殊留給利物浦是雄霸英國球壇二十年無與倫比傳統。
杜格利殊於1991年10月出任布莱克本流浪者的領隊，首年即能帶領球隊回升新成立的英超。更於1995年打破壟斷的局面，勇奪英超冠軍，季後獲「提升」為足球總監，實則是讓杜格利殊有更多空閒時間打高爾夫球及擔任足球評述工作，舒緩這四年來的壓力，杜格利殊於翌季離開布力般流浪。
1997年春季杜格利殊出掌第三支英格蘭頂級球隊，再一次接替出任纽卡斯尔联的領隊，初期成績合符理想，但杜格利殊較保守的陣式並不適合紐卡素球迷一貫進攻的口味，於1998年8月終被球隊辭退。
1999年6月杜格利殊被委任為凯尔特人的足球總監，而其利物浦隊員约翰·巴恩斯出任主教練，這對被稱為「夢幻組合」最終演變成些路迪的惡夢，於蘇格蘭杯被甲組包尾的爆冷淘汰，聯賽更以21分大距離落後給，班尼斯在2000年2月被辭退，由杜格利殊接任看守領隊直到季尾，唯一安慰是在3月擊敗獲得聯賽杯冠軍。
2009年7月3日，达格利什被任命为利物浦青训负责人，以及形象大使。
2011年1月8日，杜格利殊在時隔二十年後再次出任球隊主教練，接受老東家利物浦的委任，接替因戰績欠佳而被辭退的鶴臣，成為代理主教練直至季尾，自1991年后再次成為利物浦的主教練。而外界均視杜格利殊是重建利物浦的最佳人選。
2011年5月12日，杜格利殊與利物浦續約三年。
2012年2月26日，杜格利殊帶領利物浦在溫布利球場以點球5-4戰勝卡迪夫城，贏得聯賽盃冠軍，為利物浦打破了六年的冠軍荒。
領隊杜格利殊帶領利物浦奪得聯賽盃後，成為繼摩連奴及費格遜後，第3個完成國內3項錦標「大滿貫」（英格蘭超級聯賽、英格兰足总杯及英格兰联赛杯）的領隊，亦是唯一一位分別以球員及領隊兩種身份贏盡3項冠軍的人（球員時代贏得的英格蘭頂級聯賽冠軍是英甲）。
但由於聯賽戰績差劣，踏入2012年聯賽只取得五勝，聯賽排名第八，追平了利物浦在1993-1994賽季創造的球隊英超最差排名，成績比同市死敵愛華頓還差，杜格利殊終於在同年5月16日被辭退。
2020年4月11日，肯尼·达格利什感染2019冠狀病毒病。最終康復，並見證利物浦獲得19/20賽季英超聯賽冠軍的歷史

## 與曼聯關係
衆所周知，杜格利殊非常討厭曼聯。因此於2011年重返利物浦後，曾經揚言要超越曼聯。而與曼聯上下關係也非常惡劣，尤其與費格遜，每逢雙紅會開戰前夕更加經常公開對罵。
2011年3月6日，在晏菲路球场進行利物浦和曼聯的雙紅會。當球賽去到43分鐘，加歷查惡意剷傷正帶球前進的蘭尼，結果蘭尼應聲倒地，而且痛苦地尖叫，再加上之後再被謝拉特踩多一腳，因而引起雙方衝突。當時裁判杜特在旁邊觀看了幾分鐘後只向加歷查出示黃牌了事。賽後，記者問到對加歷查剷傷蘭尼的看法，杜格利殊的回應是球員受傷是平常的事，因此引起不少曼聯球迷不滿，並要求杜格利殊道歉。

## 球員紀錄
- 1969-1977年： 324場, 167球
- 1977-1990年：利物浦 511場, 172球 (1985-1990年為領隊兼球員)

### 榮譽
- 蘇格蘭頂級聯賽 冠軍（4次）：1971/72年, 1972/73年, 1973/74年, 1976/77年
- 蘇格蘭杯 冠軍（4次）：1971/72年, 1973/74年, 1974/75年, 1976/77年
- 蘇格蘭聯賽杯 冠軍（1次）：1974/75年

 利物浦
- 英格兰甲組聯賽 冠軍（6次）：1978/79年、1979/80年、1981/82年、1982/83年、1983/84年、1985/86年
- 英格兰足总杯 冠軍（1次）：1986年
- 英格兰联赛杯 冠軍（4次）：1980/81年、1981/82年、1982/83年、1983/84年
- 歐洲冠軍球會盃 冠軍[5]（3次）：1977-78、1980-81、1983-84
- 歐洲超級盃 冠軍（1次）：1977年

### 獎項
PFA足球先生：1983年
英格蘭足球先生：1979年, 1983年
英格蘭足球名人堂首屆入選名單：2002年
- 蘇格蘭代表隊：

出賽102場及射入30球（兩項同為蘇格蘭代表隊紀錄）
蘇格蘭足球名人堂成員
在世的最偉大的125名球員名單成員
格拉斯哥榮譽市民：1986年

## 領隊榮譽
- 利物浦

英格兰甲組聯賽 冠軍：1985/86年, 1987/88年, 1989/90年
英格兰足总杯 冠軍：1986年, 1989年
英格蘭聯賽盃 冠軍：2011/12年
乙組升級附加賽 冠軍：1991/92年 (決賽1-0擊敗莱斯特城，升級甲組，隨即改組為英超)
英格兰超级联赛 冠軍：1994/95年
英超赛季最佳主教练：1994-95赛季
蘇格蘭聯賽杯 冠軍：2000年

## 外部連結
- LFC Online簡介 （页面存档备份，存于）
- LFCHistory.net簡介 （页面存档备份，存于）
- This Is Anfield球員簡介
- Liverpoolfc.tv:前球員簡介